# Forenede Arabiske Emiraters håndboldlandshold (herrer)
Forenede Arabiske Emiraters håndboldlandshold for mænd er det mandlige landshold i håndbold for Forenede Arabiske Emirater. Det repræsenterer landet i internationale håndboldturneringer.

## Resultater

### Asienmesterskabet i håndbold
| År   | Placering  | Værtsland     |
| ---- | ---------- | ------------- |
| 1977 | 9.- plads  | Kuwait        |
| 1991 | 6.- plads  | Japan         |
| 1993 | 8.- plads  | Bahrain       |
| 1995 | 6.- plads  | Kuwait        |
| 2004 | 6.- plads  | Qatar         |
| 2008 | 9.- plads  | Iran          |
| 2010 | 11.- plads | Libanon       |
| 2012 | 7.-plads   | Saudi-Arabien |
| 2014 | 4.- plads  | Bahrain       |
| 2016 | 7.-plads   | Bahrain       |
| 2018 | 7.-plads   | Sydkorea      |
| 2020 | 5.-plads   | Kuwait        |